# Diocesi di Arpasa
La diocesi di Arpasa (in latino Dioecesis Harpasena) è una sede soppressa del patriarcato di Costantinopoli e una sede titolare della Chiesa cattolica.

## Storia
Arpasa, identificabile con le rovine di Harpaskale nell'odierna Turchia, è un'antica sede episcopale della provincia romana della Caria nella diocesi civile di Asia. Faceva parte del patriarcato di Costantinopoli ed era suffraganea dell'arcidiocesi di Stauropoli.
La diocesi è documentata nelle Notitiae Episcopatuum del patriarcato di Costantinopoli fino al XII secolo.
Sono quattro i vescovi documentati di Arpasa. Fania partecipò al concilio di Efeso del 431 e verso la fine dello stesso anno sottoscrisse la lettera sinodale dell'arcivescovo Massimiano di Costantinopoli diretta al clero della diocesi di Tenedo per annunciare la deposizione del loro vescovo Anastasio. Zotico non prese parte al concilio di Calcedonia del 451, dove fu rappresentato dal presbitero Filoteo, che sottoscrisse tutte le decisioni conciliari al posto del suo vescovo. Ireneo fu un vescovo monofisita vissuto all'inizio del VI secolo, noto per un'opera teologica oggi perduta a favore dell'Hénotikon contro il concilio calcedonese. Leone partecipò al concilio di Costantinopoli dell'879-880 che riabilitò il patriarca Fozio di Costantinopoli.
Dal XIX secolo Arpasa è annoverata tra le sedi vescovili titolari della Chiesa cattolica; la sede è vacante dal 6 dicembre 1969.

## Cronotassi

### Vescovi greci
- Fania † (menzionato nel 431)
- Zotico † (menzionato nel 451)
  - Ireneo † (inizio del VI secolo) (vescovo monofisita)
- Leone † (menzionato nell'879)

### Vescovi titolari
- Joseph Pfluger † (30 novembre 1911 - 29 gennaio 1927 nominato arcivescovo titolare di Macra)
- Beato Pavol Peter Gojdič, O.S.B.M. † (7 marzo 1927 - 17 luglio 1940 nominato eparca di Prešov)
- Stanislav Zela † (11 ottobre 1940 - 6 dicembre 1969 deceduto)